# فرودگاه ماونت هاگن

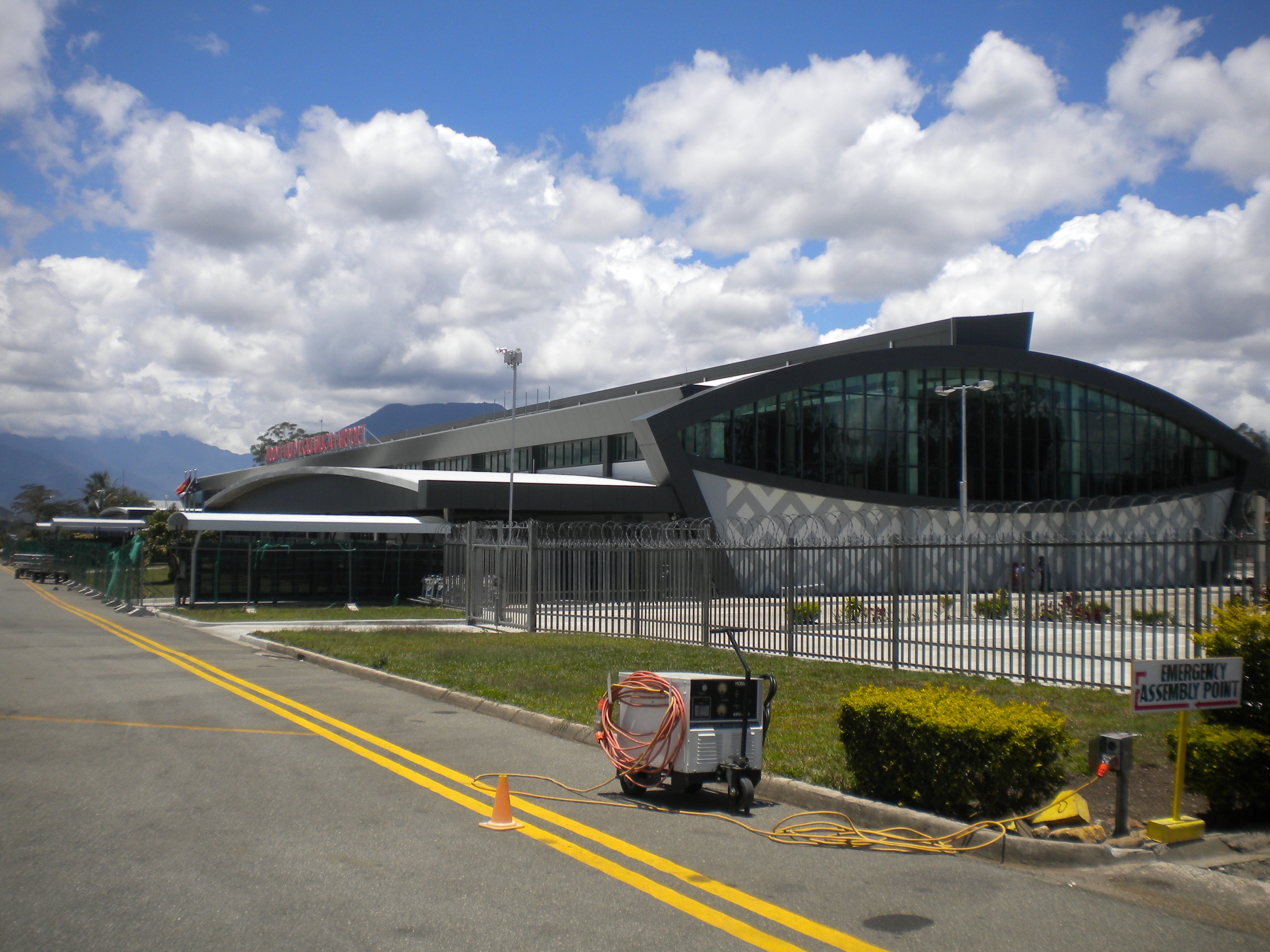
فرودگاه ماونت هاگن

فرودگاه ماونت هاگن (به انگلیسی: Mount Hagen Airport) یک فرودگاه با کد یاتا HGU است که یک باند فرود آسفالت دارد و طول باند آن ۱۰۹۷ متر است. این فرودگاه در شهر مونت هیگن کشور پاپوآ گینه نو قرار دارد و در ارتفاع ۱۶۴۲ متری از سطح دریا واقع شده‌است.

## شرکت‌های هواپیمایی و مقصدهای پروازی
| شرکت‌های هواپیمایی | مقصدهای پروازی                                   |
| ----------------- | ------------------------------------------------ |
| ایر نیوگینی       | جکسنز، ویواک                                     |
| Hevilift          | جکسنز چارتر: کنز                                 |
| MAF               | Telefomin, Sumbai                                |
| PNG Air           | گرکا، Kiunga، سنتنی, مورو، جکسنز، Tabubil، ویواک |
| Travel Air        | جکسنز                                            |

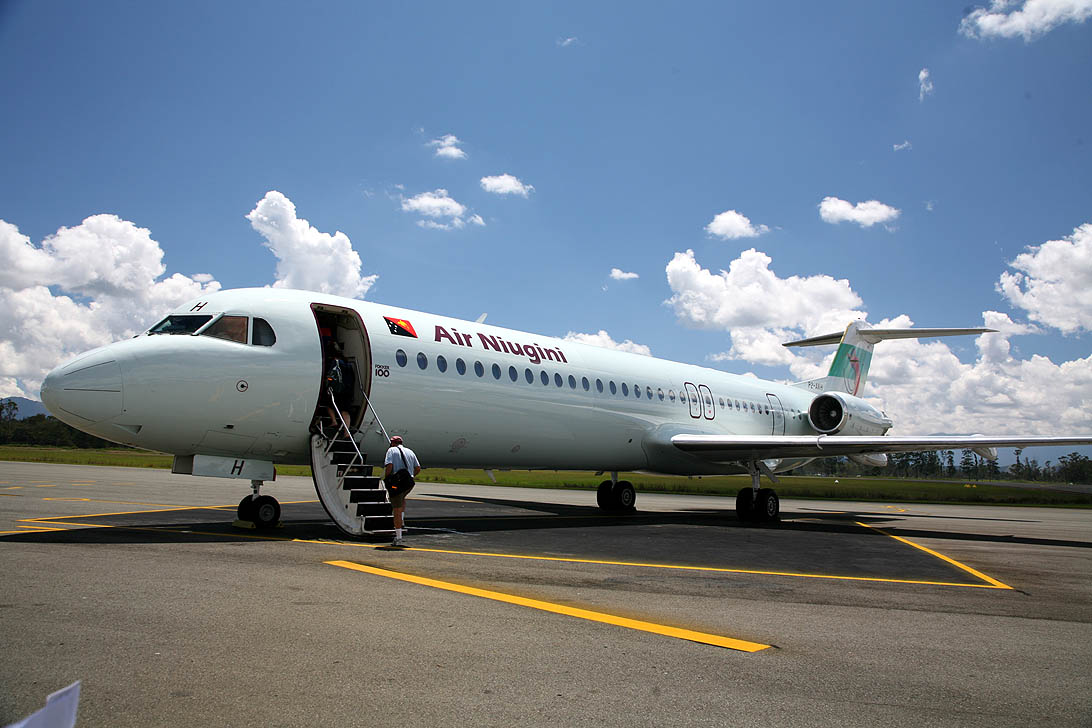
فرودگاه ماونت هاگن

Air Nuigini operates daily services to Port Moresby with Fokker 100 aircraft.